# 桃井はるこ COVER BEST -カバー電車-
『桃井はるこ COVER BEST -カバー電車-』（ももいはるこ カバーベスト カバーでんしゃ）は、桃井はるこのカバーアルバム。

## 概要
インターネットを通じたファンからの要望と自身が歌いたかった楽曲、全十曲をカバーしたアルバムで、和洋問わず思い出深い曲や、自身の音楽的基盤を形成する上で重要であった曲を選んでいる。
特に「UNDER17時代に目指すところであった」というVS騎士ラムネ&40炎の開幕主題歌『未来形アイドル』、おニャン子クラブが歌った『恋はくえすちょん』、トレヴァー・ホーンの『Video Killed the Radio Star（ラジオスターの悲劇）』は曲作りにおいて強い影響があったという。
ミュージックビデオとブックレットでは桃井が電車の車掌や女子中高生、OL、サラリーマンなど乗客に扮して撮影され、『モモンガ』という架空の少年誌や「モモーイ逮捕！？ パワーグローブ不法所持 両手にでっかい紙袋！！」などと書かれた架空のスポーツ新聞を手にした凝ったものだった。
全曲カバーという構成から、「カラオケ大会と言われる」ことも覚悟したが、2007年6月24日に、このカバー電車を主とした記念ライブが行われ、クラブチッタ川崎を満員にする動員を得た。その際、特に『ラジオスターの悲劇』を特に思い入れのある曲だったと語っている。

## 収録曲
- 01. 夢の中へ / 井上陽水
- 02. 真・.com子ちゃんのテーマ / MIYAKO（DC版「セガガガ」IN）
- 03. 夢冒険 / 酒井法子（「アニメ三銃士」OP）
- 04. The Goonies 'R' Good Enough（グーニーズはグッドイナフ) / シンディ・ローパー（FC版「グーニーズ」）
- 05. 未来形アイドル[注 1] / 氷上恭子、宮村優子（「VS騎士ラムネ&40炎」OP）
- 06. TOUGH BOY / TOM★CAT（「北斗の拳2」OP）
- 07. 恋はくえすちょん / おニャン子クラブ（「あんみつ姫」OP）
- 08. ゆずれない願い / 田村直美（「魔法騎士レイアース」OP）
- 09. God knows... / 涼宮ハルヒ（平野綾）（「涼宮ハルヒの憂鬱」）
- 10. VIDEO KILLED THE RADIO STAR＜ラジオスターの悲劇＞ / バグルス